# 젠틀맨 브론코스
젠틀맨 브론코스(Gentlemen Broncos)는 미국에서 제작된 자레드 헤스 감독의 2009년 코미디 영화이다. 마이클 안가라노 등이 주연으로 출연하였고 존 J. 켈리 등이 제작에 참여하였다.

## 출연

### 주연
- 마이클 안가라노
- 존 베이커

### 조연
- 로빈 발라드
- 스티브 버그
- 저메인 클레멘트
- 크리스티 콘웨이
- 제니퍼 쿨리지
- 핼리 페이퍼
- 자니 훕스
- 헥터 지메네즈
- 지젤 제이드
- 다니엘 러브
- 조쉬 파이스
- 존 플레쉐트
- 자넷 푸히치
- 클리브 레빌
- 샘 록웰
- 존 쉐르
- 브라이언 웅거
- 마이크 화이트
- 자니 안
- 래리 필리온
- 맷 조던
- 토이야 레더우드
- 헤더 켈리 맥쉐인
- 벤 낙카라토

## 제작진
- 의상: 에이프릴 네피어
- 배역: 메러디스 터커